# Heavy Trip
Heavy Trip ist eine finnische Filmkomödie aus dem Jahr 2018. Sie ist der erste Langfilm der Regisseure Juuso Laatio und Jukka Vidgren.

## Handlung
Die Freunde Turo, Lotvonen, Pasi und Jynkky leben im finnischen Dorf Taivalkoski. Sie haben eine namenlose Band, mit der sie seit 12 Jahren im Keller von Lotvonens Eltern Songs von Metalbands nachspielen – eigene Songs haben sie nicht, und sie sind noch nie live aufgetreten. Im Dorf sind sie als Loser verschrien, und bei der Dorfschönheit Miia hat der schüchterne Turo, hauptberuflich Pfleger in einer psychiatrischen Anstalt, gegen den regelmäßig auftretenden Schnulzensänger Jouni keine Chance.
Lotvonens Eltern betreiben eine Rentierfarm, in der auch geschlachtet wird. Der Klang einer blockierten Knochensäge inspiriert die vier zu ihrem ersten eigenen Song, den sie auf Kassette aufnehmen. Ein Kunde von Lotvonens Eltern, der auf der Suche nach Rentierblut ist, entpuppt sich als Manager des norwegischen Metal-Festivals „Northern Damnation“. Die Band steckt ihm die Demo-Kassette zu und bittet ihn um Berücksichtigung bei der Zusammenstellung des Line-up. Die Band gibt sich nun auch einen Namen: „Impaled Rektum“, auf Deutsch etwa „Gepfählter Hintern“. Um Miia zu beeindrucken, erzählt ihr Turo von einem möglicherweise bevorstehenden Auftritt beim norwegischen Festival, was diese leicht geschönt im Dorf herumerzählt, woraufhin die vier Bandmitglieder plötzlich wie Stars verehrt werden. Statt die Dorfbevölkerung darüber aufzuklären, dass sie noch keine Zusage für das Festival haben, hält Turo aus Verlegenheit an der von Miia verbreiteten Version fest und erfindet weitere Details dazu. Der erste Liveauftritt in der Dorfkneipe als Vorband von Jouni lässt die Ruhmesblase schnell wieder platzen: Vor Nervosität erbricht sich Turo ins Publikum, und es stellt sich heraus, dass das Festival kein Interesse an einem Auftritt der Band hat. Turo will sein Hobby Musik aufgeben, doch Jynkky und Miia machen ihm Mut, zusammen mit dem Rest der Band auf eigene Faust zum Festival nach Norwegen zu fahren, um einen Auftritt zu erzwingen.
Jynkky stiehlt ein Fahrzeug für den Weg nach Norwegen, verunglückt damit auf dem Heimweg jedoch tödlich. Die übrigen Bandmitglieder stehlen den Tourbus von Jouni, graben Jynkkys Sarg aus und verladen ihn, entführen den Schlagzeug spielenden Patienten Oula aus der psychiatrischen Klinik, in der Turo arbeitet, und machen sich auf den Weg zum Festival. Miias Vater, der der Dorfpolizist von Taivalkoski ist, macht sich gemeinsam mit Jouni und Miia an die Verfolgung des Busses. Sie informieren die norwegischen Grenzbehörden, dass Terroristen im Anmarsch seien, die Grenzer verwechseln die Band aber mit einem Bus voller als Araber verkleideter Männer, die sich auf einem Junggesellenabschied befinden. Verfolgt von der finnischen Polizei und dem norwegischen Militär erreichen die Bandmitglieder schließlich das Festival, wo sie wegen des ihnen vorauseilenden Rufes, Schlagzeuger entführende Grabräuber zu sein, die fast einen Krieg zwischen Finnland und Norwegen ausgelöst hätten, auftreten dürfen. Am Ende ihres Auftritts werden sie verhaftet, sind jedoch glücklich, ihr Ziel erreicht zu haben.

## Entstehungsgeschichte
Die beiden Regisseure Juuso Laatio und Jukka Vidgren, die gemeinsam mit zwei weiteren Autoren auch das Drehbuch schrieben, waren zuvor primär in der Produktion von Musikvideos tätig und hatten zusammen einen Kurzfilm gedreht. Vidgren war 2011 für das Team des Actionthrillers Wer ist Hanna? als Fahrer zwischen den finnischen Drehorten tätig gewesen. Für beide Regisseure war Heavy Trip mithin der erste Langfilm. Als Einflüsse benannten sie die Filme This Is Spinal Tap und Blues Brothers sowie die Fernsehserie Die Simpsons. Mit einem Budget von 3.100.000 Euro war er zum Erscheinungszeitpunkt die teuerste finnische Komödie. Arbeitstitel des Films war Bändi nimeltä Impaled Rektum (auf Deutsch etwa Eine Band namens Impaled Rektum). Gedreht wurde teilweise im nordostfinnischen Dorf Taivalkoski. Der Soundtrack wurde von Lauri Porra komponiert, dem Bassisten der finnischen Power-Metal-Band Stratovarius.
Heavy Trip hatte seine Premiere am 9. März 2018 in finnischen Kinos. Im selben Jahr wurde der Film unter anderem beim US-amerikanischen SXSW-Filmfestival, beim rumänischen Transilvania International Film Festival, beim Scandinavian Film Festival in sieben australischen Städten, beim deutschen Fantasy Filmfest und beim norwegischen Musikfestival Inferno Metal Festival gezeigt.

## Rezeption
| Wertungen           |      |
| Film-Rezensionen.de | 4/5  |
| Metal.de            | 9/10 |
| Slashfilm           | 8/10 |
| Metawertungen       |      |
| Rotten Tomatoes     | 92 % |

Heavy Trip erhielt fast ausschließlich positive Kritiken. Die Rezensionsdatenbank Rotten Tomatoes aggregiert 12 Kritiken zu einer Wertung von 92 %. Der Hollywood Reporter nennt den Film eine „ausgelassene Balgerei“, deren Story zwar vorhersehbar sei, die Metal-Fans aber nicht enttäuschen werde. Der Austin Chronicle bezeichnet den Film als „kommenden Kult-Klassiker“, der mit seinem schrägen Humor an das Frühwerk von Taika Waititi erinnere und sein Zielpublikum, nämlich Metal-Fans, gekonnt bediene, darüber hinaus jedoch am eigenen Anspruch, ein episches Werk zu sein, scheitere. Slashfilm stellte heraus, dass das Setting des Films klassischen Motiven folge, nämlich der Darstellung von Außenseitern, die alles dafür geben, ihren Traum zu leben. Heavy Trip stecke aber so voller verrückter Einfälle und Anspielungen, dass der Film im Ergebnis „ein barbarischer Angriff auf die Lachmuskeln (sei), der dafür gemacht (sei), in den ausverkauften Hallen von Walhall vor einer Masse von headbangenden Wilden“ aufgeführt zu werden. Das Magazin stellte Vergleiche zur neuseeländischen Horrorkomödie Deathgasm an und lobte die Authentizität der Filmmusik und deren Darbietung durch die Schauspieler. Der staatliche finnische Radiosender Yleisradio verglich die Story der fiktiven Band Impaled Rektum mit der der finnischen Death-Metal-Band Sentenced, die, aus einer 9000-Einwohner-Kleinstadt kommend, ebenfalls Jahre für den Durchbruch brauchte. Film-Rezensionen.de kritisierte, die Geschichte des Films komme nicht recht in Fahrt, da Gags wiederholt oder in die Länge gezogen und den Autoren zwischendurch die Ideen für den Fortgang der Story ausgehen würden. Es handele sich aber dennoch um einen „netten Titel“, der gegen Ende „ein paar Gänge hochschalte“. Das Musikmagazin Metal.de sah in Heavy Trip zuvorderst eine „gute Szeneparodie“, an der jeder Metal-Fan Spaß habe, der auch über sich selbst lachen könne. Auch ernste Themen wie die Perspektivlosigkeit junger Menschen im ländlichen Finnland würden humorvoll aufgegriffen. Das Magazin lobte die Filmmusik, kritisierte aber holprige und teils absurde Abschnitte des Plots, die jedoch nicht verhinderten, dass der Film „als Ganzes (...) ein angenehm warmes Gefühl in der Magengrube“ verschaffe und seine Botschaft gut vermittle.

## Fortsetzung
Unter dem Titel Heavier Trip – Road to Wacken wurde eine Fortsetzung gedreht, die im Herbst 2024 in ausgewählten Kinos gezeigt wurde.